# Novembre 1939
Les événements concernant la Seconde Guerre mondiale sont détaillés dans l'article Novembre 1939 (Seconde Guerre mondiale).

## Événements
- La chanson « On ira pendre notre linge sur la ligne Siegfried » de Ray Ventura est le tube musical du moment en France. La ligne Siegfried est l'équivalent allemand de la ligne Maginot française.

- 4 novembre
  - Le Congrès américain vote la loi Cash and Carry qui autorise la vente sous conditions de matériel de guerre aux belligérants.
  - « Packard » met sur le marché les premières voitures avec air climatisé.
  - Loi de neutralité des États-Unis.

- 7 novembre
  - Le général Władysław Sikorski, le premier ministre du gouvernement polonais en exil, est également nommé au poste de commandant en chef des forces armées polonaises.

- 8 novembre : à Munich,  Georg Elser commet un attentat à la bombe contre Hitler, alors que celui-ci célèbre le 16e anniversaire du putsch de la Brasserie.

- 9 novembre : incident de Venlo.

- 10 novembre : mobilisation générale en Suisse.

- 13 novembre : mobilisation générale en Finlande.

- 15 novembre : début de la bataille du sud de Guangxi (fin le 30 novembre 1940)

- 17 novembre : Carlos Alberto Arroyo del Río arrive au pouvoir en Équateur à la suite du décès du président Aurelio Mosquera Narváez puis s’y fait confirmer lors d’une élection frauduleuse en septembre 1940.

- 19 novembre : premier vol du bombardier lourd allemand Heinkel He 177.

- 20 novembre :
  - La Grande-Bretagne reconnaît de facto l’annexion de l’Albanie par l’Italie.
  - La Hongrie de Pál Teleki signe le pacte anti-Komintern.

- 21 novembre : premier vol du bombardier lourd quadrimoteur italien Piaggio P108.

- 22 novembre : le gouvernement polonais en exil quitte Paris pour Angers.

- 24 novembre : 
  - répression féroce par la Gestapo suite de l'insurrection étudiante de Prague. 120 étudiants sont fusillés. Déportation et prison pour nombre d'autres.
  - Création de la compagnie aérienne British Overseas Airways Corporation, à partir de la fusion d'Imperial Airways et de British Airways Ltd.

- 25 novembre :
  - Roumanie : le nouveau gouvernement de Gheorghe Tătărescu essaye de maintenir une politique de neutralité.
  - L’union soviétique somme la Finlande de retirer ses troupes à 25 km de la frontière. Le gouvernement soviétique demande à la Finlande de lui céder le territoire de l’isthme de Carélie, au nord-est de Leningrad et de permettre à l’URSS d’établir une base navale à Hanko, sur le golfe de Finlande. Le rejet par le gouvernement finlandais des exigences soviétiques conduit à la guerre.

- 28 novembre : l’URSS dénonce le pacte de non-agression signé en 1932 avec la Finlande. Les relations diplomatiques sont rompues le lendemain.

- 30 novembre : 
  - L'URSS attaque la Finlande par surprise, car cette dernière ne voulait pas lui céder des bases militaires - Début de la Guerre d'Hiver (novembre 1939-mars 1940).

## Naissances
- 1er novembre : Bernard Kouchner, homme politique français et médecin cofondateur de Médecins sans frontières et de Médecins du monde.
- 4 novembre : 
  - Shakuntala Devi, prodige en calcul mental.
  - Moustapha Niasse, homme politique sénégalais.
- 8 novembre : Gaetano Pesce, artiste italien († 4 avril 2024).
- 13 novembre : Idris Muhammad, batteur de jazz américain.
- 15 mars : Yaphet Kotto, acteur américain († 15 mars 2021).
- 18 novembre : 
  - Henri Brincard, évêque catholique français, évêque du Puy.
  - Margaret Atwood, auteure.
- 19 novembre : Marcel Béliveau, animateur de télévision français († 28 mai 2009).
- 20 novembre : Copi dessinateur de bande dessinée, auteur dramatique, écrivain argentin.
- 23 novembre : 
  - Bill Bissett, poète.
  - Maurice de Germiny, évêque catholique français, évêque de Blois.
- 26 novembre : 
  - Tina Turner, chanteuse d'origine américaine, naturalisée suisse depuis 2013 († 24 mai 2023).
  - Mark Margolis, acteur américain († 3 août 2023).
- 27 novembre : Laurent-Désiré Kabila, homme d'État congolais († 16 janvier 2001).
- 30 novembre : Louis LeBel, juge de la Cour suprême du Canada.

## Décès
- 1er novembre : Aloïs Catteau, coureur cycliste belge († 11 août 1877).
- 5 novembre : Charles Barrois, géologue français
- 18 novembre : Jacob Isaac Niemirower, théologien et rabin roumain († 1er mars 1872).
- 28 novembre : James Naismith, inventeur du jeu de basket-ball canadien (° 6 novembre 1861).